# Роджерс, Венди
Венди Энн Роджерс (род. 1957) — профессор медицинской этики в Университете Маккуори в Сиднее (Австралия). В 2019 году она вошла в список 10 людей года по версии журнала Nature за выявление этических ошибок в китайских исследованиях по трансплантации органов.

## Образование
Роджерс получила образование в Университете Флиндерса, где в 1998 году ей была присуждена степень доктора философии по вопросам морали в общей практике.

## Карьера и исследования
Роджерс работает над практической биоэтикой и гипердиагностикой. Она интересуется искусственным интеллектом, медицинской этикой, искусственным интеллектом в здравоохранении и этикой в хирургии.

### Награды и почести
Роджерс вошла в список 10 людей года по версии журнала Nature в 2019 году за выявление этических ошибок в китайских исследованиях по трансплантации органов. Nature процитировала её отчет в BMJ Open, в котором проанализировано 445 китайских исследований, в которых описано >85 000 процедур трансплантаций, и обнаружено, что 99 % из них не провели адекватную процедуру согласия на процедуру трансплантации. В 2019 году она получила награду по этике от Национального совета здравоохранения и медицинских исследований и была названа газетой The Australian национальным лидером исследований в области биоэтики. В 2021 году она была избрана членом Австралийской академии гуманитарных наук.